# The Occasional Oratorio
The Occasional Oratorio – oratorium Georga Friedricha Händla, które wykonał w 1746 roku w Londynie. Do oratorium włączył swoje wcześniejsze kompozycje, między innymi z wcześniejszych oratoriów – „Athalii”, „Izraela w Egipcie”. Wykorzystał także koncert z Opusu 6. i arie z „Comusa”, natomiast do zakończenia oratorium wprowadził hymn koronacyjny „Zadok the Priest”.